# 이원태
이원태는 대한민국의 영화 감독이다.

## 작품 목록

### 영화
- 2017년 영화 《대장 김창수》 ... 각본 & 감독 씨네그루(주)키다리이엔티, 키위컴퍼니
- 2019년 영화 《악인전》 ... 각본 & 감독 키위미디어그룹, 에이스메이커무비웍스
- 2023년 영화 《대외비》 ... 감독 플러스엠엔터테인먼트

### 드라마
- 2023년 SBS 금토 미니시리즈 《법쩐》 ... 연출